# Koriander
Koriander (Coriandrum sativum L.) är en ettårig ört.

## Beskrivning

Flock

Koriander blir upp till 60 cm hög.
Blommorna är små och vita eller vitrosa och sitter i flockar; oftast bara fem strålar eller mindre.
Den blommar juni—juli. Frukterna är mogna i augusti—september.
Frukten består av två hårt sammanfogade rum. På utsidan ett flertal åsar.
Kromosomtal 2n = 22.

## Habitat
Koriander har sitt ursprung i Sydeuropa och Asien.

## Biotop
Ruderatmark, näringsrik, lucker jord. Gärna soliga lägen.

## Etymologi

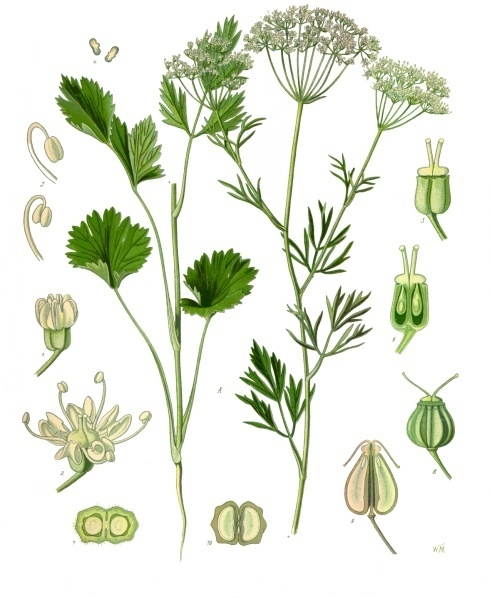
Anis
Vänsterklicka på bilden för förstoring

- Släktnamnet Coriandrum kan härledas från grekiska koris = vägglus + anison = anis. Namnet syftar på att den färska örten luktar lika illa som vägglöss eller bärfisar, och att korianders utseende i någon mån påminner om anis, Pimpinella anisum.
- Det svenska namnet koriander är en förvrängning av Coriandrum, som är det vetenskapliga namnet på släktet koriandrar.
- Artepitetet sativum kommer av latin sativus = odlad.

## Historia
Koriander är en gammal kulturväxt som odlats i över 3 000 år, både som krydda och som medicinalväxt. Koriander omnämns bland annat i Ebers papyrusrulle (från 1 550 f.Kr.), bibeln, gamla sanskritskrifter, och Tusen och en natt.
I Tutankhamons grav (från 1 339 f.Kr.) hittade man flera typer av örter och kryddor, däribland koriander.
Romarna tog med sig örten norrut och spred användningen av koriander i Europa. Under medeltiden var kryddan populär och den spreds i slutet av 1600-talet till Nordamerika. Koriander odlas i stora delar av världen. 

## Användning
Romarna använde korianderfrön bland annat för att konservera kött. I Europa på 1500- och 1600-talen användes de i ölbrygd. Kanderade frön lär ha varit den ursprungliga konfettin under karnevaler.
I Apicius receptsamling, en romersk skrift från cirka år 400 f.Kr., beskrivs hur man tillagar flamingo med hjälp av bland annat koriander:
Du plockar en flamingo, tvättar den, binder upp den och lägger den i en kastrull med lock. Du tillsätter vatten, salt, dill och något vinäger. När spadet kokat ned till hälften, lägger du i en bukett purjolök och koriander och kokar. Du smaksätter koket med defrutum (koncentrerad druvmust).
I en mortel lägger du peppar, spiskummin, koriander, laserot, mynta, ruta och stöter, häller över vinäger, tillsätter dadlar och spad från koket. Du häller över såsen i grytan med fågeln, reder med stärkelse och bär in.
På samma sätt kan du tillreda papegojor.
Både korianderns frön och de färska bladen används i matlagningen. Korianderfrön ingår bland annat i currykryddblandningar. 
De torkade fröna har en kryddig, nötaktig behaglig smak. Bladen har en svårdefinierad aromatisk lukt och smak, som inte alla tycker om.
Bladen används i asiatisk matlagning ungefär som man i Sverige använder persilja. 
- I Thailand används även rötterna som grönsak.[2]
- I Asien används både korianderfrö och färska blad. Korianderfrö är ofta huvudingrediens i garam masala och ingår i curryrätter.[2][4]
- I Mexiko och Karibien används en hel del koriander i salsa och guacamole, men ofta används där istället mexikansk koriander.[2]
- I Nordafrika ingår koriander i många kryddblandningar.[2]

En något överraskande användning är att smaksätta söta desserter med koriander.
Koriander kan vara råvara vid parfymtillverkning.
Koriander har också använts som läkemedel, både utvärtes och invärtes. Förekommer som homeopatiskt preparat.

## Bilder

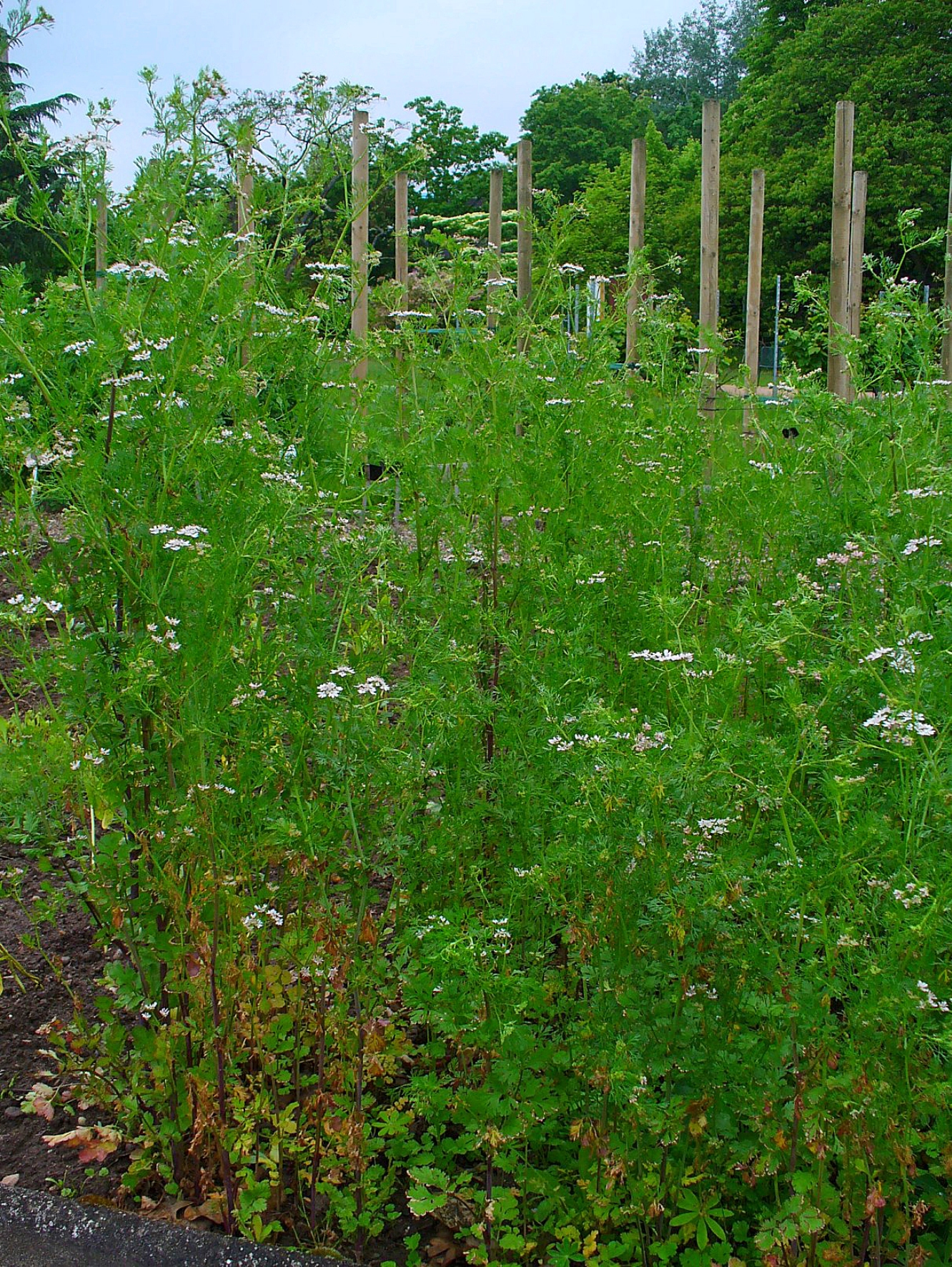
Vildväxande koriander
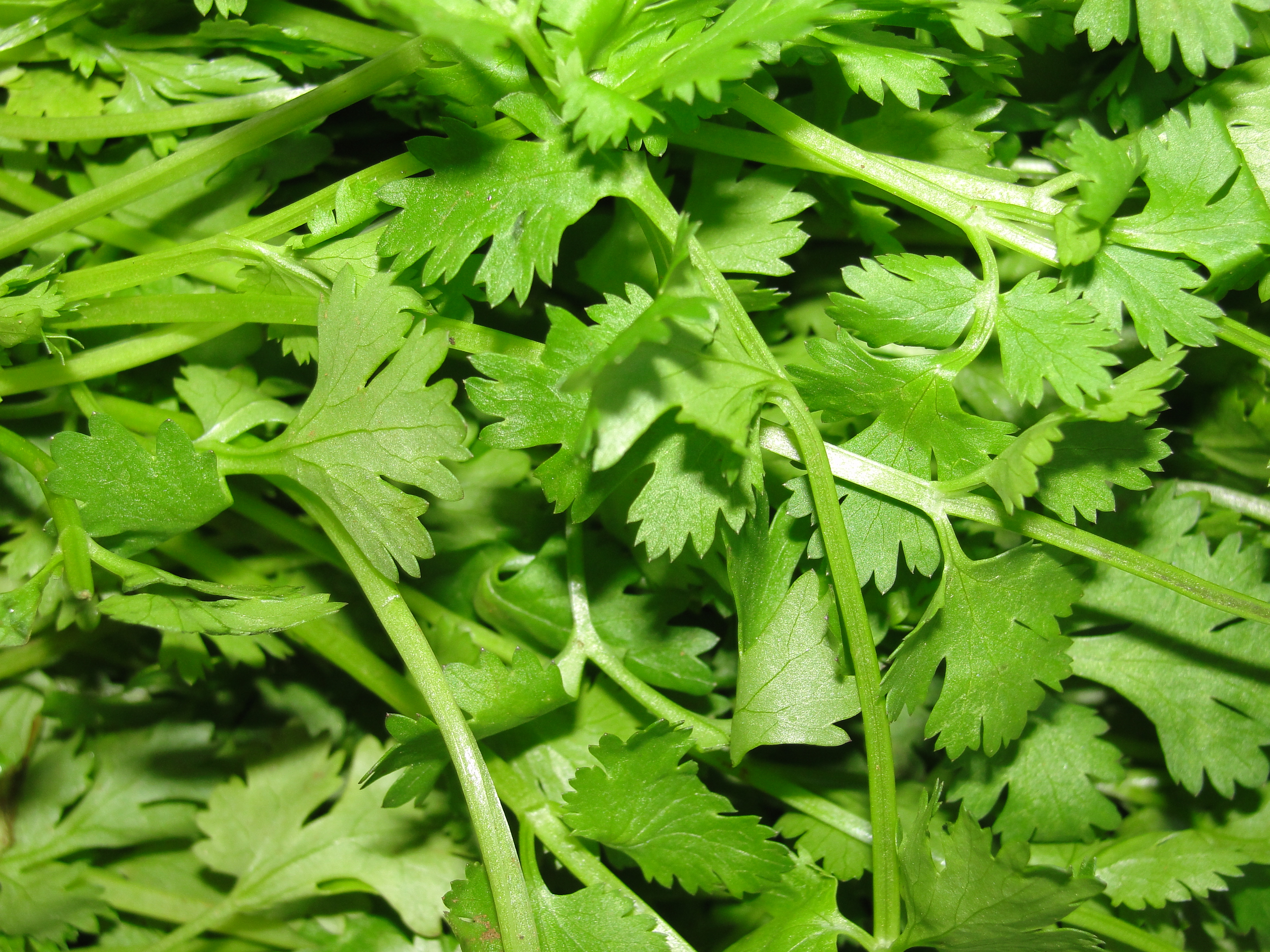
Blad
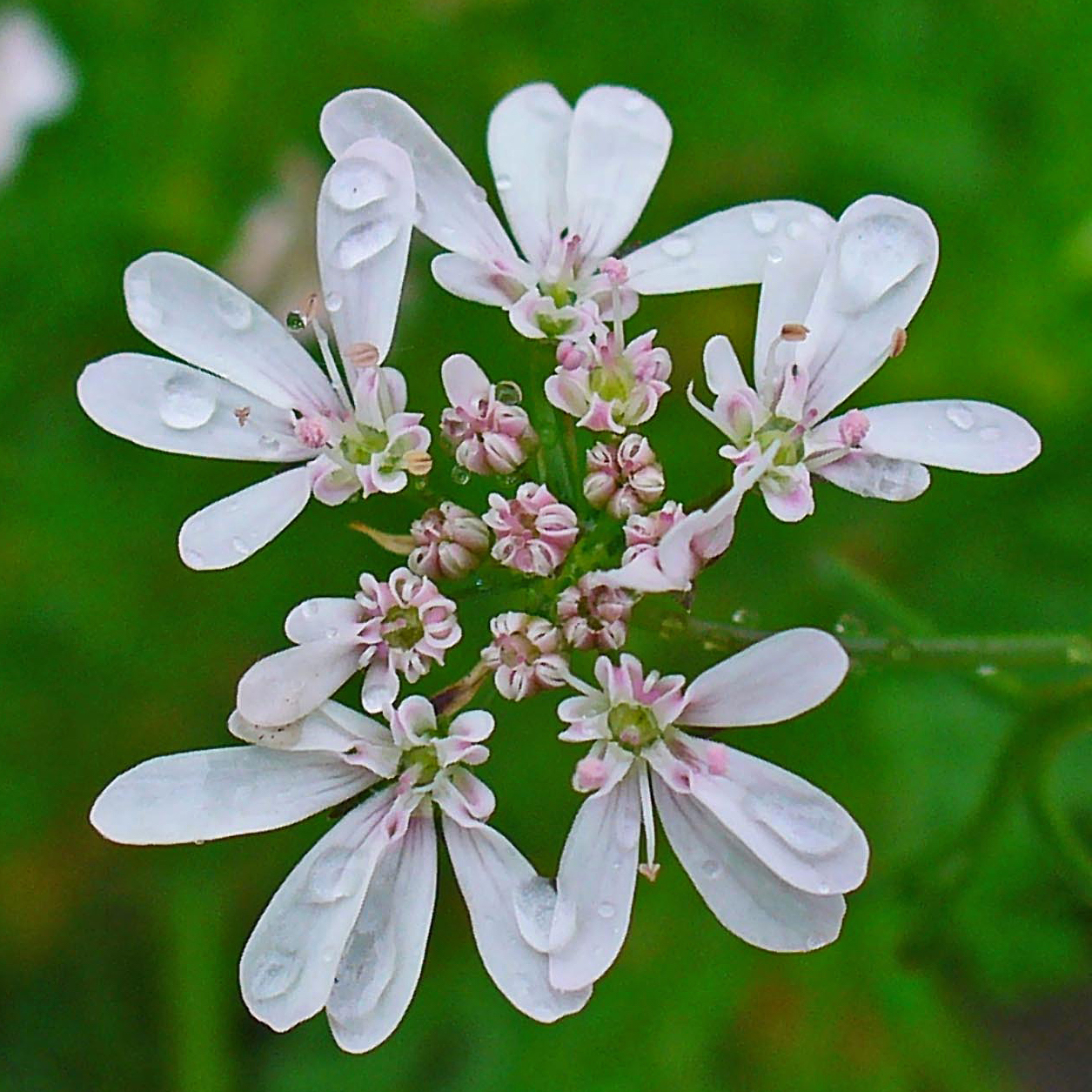
Blomma
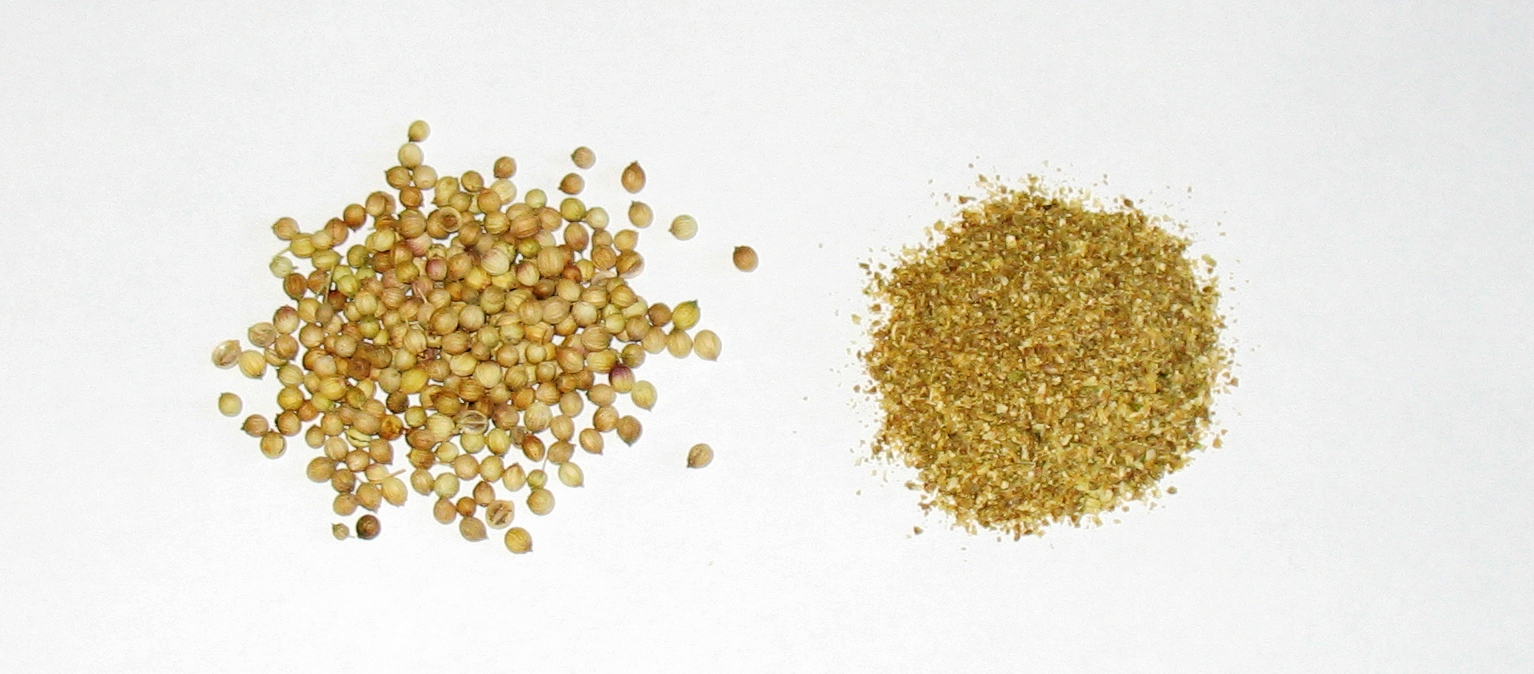
Till vänster frukter, till höger malda frukter
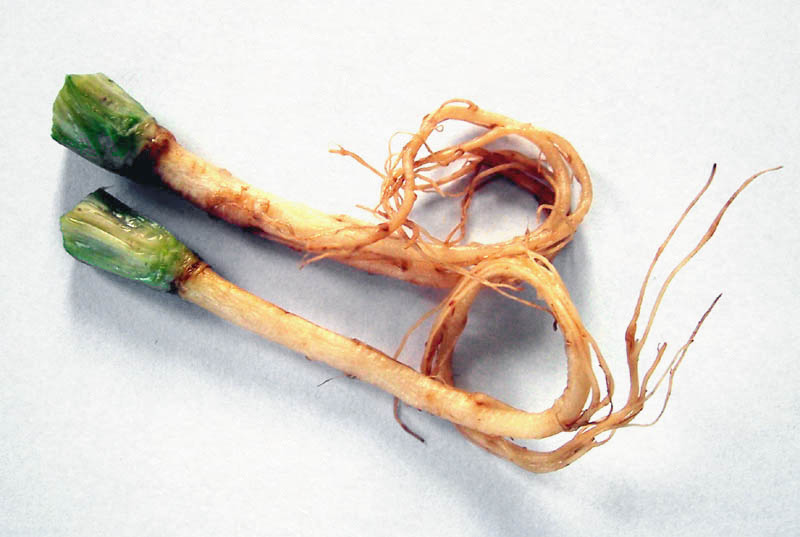
Rötter